# Kozsíkóde
Kozsíkóde (egyéb nevein: Kózsikód, Kozsikkodu, malajálam nyelven: കോഴിക്കോട്, angolul: Kozhikode) korábban Kálikut (Calicut) város Indiában, az Arab-tenger partján, Kerala államban. Lakossága 832 ezer fő volt 2011-ben, elővárosokkal együtt mintegy 2 millió fő, ezzel az állam 2. legnagyobb agglomerációs térsége.
Kikötőváros valamint kereskedelmi, üzleti és informatikai (IT) központ. A városközpontot a Manamcsira mesterséges tó uralja, amelyet a városháza és a közkönyvtár fog közre, mindkettő a hagyományos építészet szép példája. Kozsíkóde muzulmán hagyományait jelzi a sok mecset.

## Története
A várost már a föníciaiak és az ókori görögök is ismerték, akik fűszerekkel kereskedtek errefelé. A városközponttól 10 km-re délre levő település, Beypore (Vaipura) egyesek szerint azonos az ókori görög és római szövegekben említett mesés Ophirral. A középkori Számútiri (Zamorin) uralkodók fővárosa volt, akiknek uralma alatt a Malabár-part fűszer- és textilkereskedelmi központja volt. Vasco da Gama portugál felfedező Indiába érve először itt kötött ki 1498-ban, akit a Zamorin uralkodó a palotájában fogadott.
A városról (Calicut) nevezték el a 17. század óta itt készített durva vászonszövetet, a kalikót. 

## Éghajlat
Éghajlata trópusi monszun.
| Hónap                                   | Jan. | Feb. | Már. | Ápr. | Máj. | Jún. | Júl. | Aug. | Szep. | Okt. | Nov. | Dec. | Év   |
| --------------------------------------- | ---- | ---- | ---- | ---- | ---- | ---- | ---- | ---- | ----- | ---- | ---- | ---- | ---- |
| Átlagos max. hőmérséklet (°C)           | 29,0 | 30,0 | 31,6 | 32,4 | 32,8 | 30,5 | 30,0 | 28,0 | 29,5  | 31,0 | 30,2 | 30,0 | 30,4 |
| Átlagos min. hőmérséklet (°C)           | 21,7 | 22,5 | 24,0 | 24,4 | 25,0 | 25,0 | 24,5 | 24,0 | 23,0  | 22,0 | 22,0 | 21,3 | 23,3 |
| Átl. csapadékmennyiség (mm)             | 3    | 2    | 2    | 31   | 79   | 818  | 1230 | 764  | 132   | 47   | 12   | 9    | 3129 |
| Forrás: India Meteorological Department |      |      |      |      |      |      |      |      |       |      |      |      |      |

## Fordítás
- Ez a szócikk részben vagy egészben  a   Kozhikode című angol Wikipédia-szócikk fordításán alapul.  Az eredeti cikk szerkesztőit annak laptörténete sorolja fel. Ez a jelzés csupán a megfogalmazás eredetét és a szerzői jogokat jelzi, nem szolgál a cikkben szereplő információk forrásmegjelöléseként.
- Ez a szócikk részben vagy egészben  a   Kozhikode című német Wikipédia-szócikk fordításán alapul.  Az eredeti cikk szerkesztőit annak laptörténete sorolja fel. Ez a jelzés csupán a megfogalmazás eredetét és a szerzői jogokat jelzi, nem szolgál a cikkben szereplő információk forrásmegjelöléseként.